# Josep Maria Bonilla Martínez
Josep Maria Bonilla y Martínez (Valencia, 16 de agosto de 1808 - 7 de agosto de 1880) escritor, político, pintor y periodista español.

## Biografía
Josep Maria Bonilla Martínez nació en Valencia. De muy joven ya tuvo que aprender lo que significaba ser hijo de «negro» (este era el mote que usaban los realistas para referirse a los liberales). Su padre, que era notario en Liria, siempre había sido un claro defensor de las ideas liberales y había pasado años en prisión por ello. El mismo Josep Maria estuvo encarcelado por esa razón cuando sólo tenía 16 años.
A los 21 años empezó a manifestar su vertiente literaria y publicó, con éxito, diferentes textos poéticos en el Diario de Valencia. A los 22 años estrenó sus primeras piezas teatrales: Dión triunfante en Siracusa y Los reyes de Esparta, ambos de carácter claramente romántico. A los 25 años se licenció en Derecho y al año siguiente participó en la creación del Diario Mercantil de Valencia. Eran los tiempos de la Primera Guerra Carlista y Bonilla no dudó en ocupar cargos políticos, defendiendo el ideario liberal en los pueblos de Jérica, en la comarca de la Alto Palancia –donde estableció la educación primaria obligatoria para todos los niños y ordenó el silencio de las campanas de la iglesia en los días no festivos– y después en Lucena del Cid, en la comarca de Alcalatén –donde fue comandante de la milicia contra las tropas del general carlista Ramón Cabrera.
En 1837 publicó, por primera vez, el periódico satírico en valenciano El Mole, su proyecto más perdurable, el primer periódico escrito en valenciano. En 1838 estrenó el drama Don Álvaro de Luna, condestable de Castilla, obra representada con mucha aceptación en las principales ciudades de España. En 1840 fundó, junto con Vicente Boix, El Cisne, periódico literario y artístico. Ese mismo año escribió Casilda, una comedia en verso, y comenzó el segundo año de El Mole. En 1841, Bonilla fue elegido síndico regidor del ayuntamiento de Valencia e inició un periodo de intensa actividad política, que pasó también por Barcelona, donde colaboró con los periódicos La Ley y El Popular. En 1843 formó parte de la revuelta popular La Jamancia, movimiento republicano y progresista de la ciudad de Barcelona que se oponía a los excesos centralistas del Estado. Acabada la revuelta, marchó a Castellón de la Plana y allá recibió la invitación de Juan Prim para que se trasladase a Madrid, donde pasó los siguientes seis años. Durante este tiempo no quiso aceptar ningún cargo administrativo ni político, pero realizó una intensa actividad literaria y artística. Colaboró con el editor Wenceslao Ayguals de Izco, otro republicano radical. Escribió para La Risa, La Cotorra, El Espectador, El Eco Literario y El Cisne, entre otros. Durante estos años en Madrid, Bonilla encontró en la copia de obras maestras de la pintura, otra de sus aficiones, una fuente importante de ingresos para sobrevivir.
Desde 1844 colaboró con Josep Bernat i Baldoví en la publicación de La Donsayna, usando el seudónimo Nap-i-col. En 1849 publicó en Valencia el periódico literario La Cantárida. En enero de 1855 volvió a publicar El Mole y meses después probó con El Pueblo. En 1856 recuperó el cargo de síndico del ayuntamiento de Valencia, pero poco después tuvo que exiliarse en Madrid y allá formó parte de la oposición contra O'Donnell. Finalmente, tuvo que marchar de nuevo hacia Castellón de la Plana, donde se estableció durante seis años y donde ejerció de abogado y de profesor de Retórica y Poética. En 1863 volvió a salir una nueva edición de El Mole. En 1869 escribió el opúsculo España y los partidos. En 1870 apareció la última edición de El Mole.
En 1877, a punto de cumplir los 70 años, Bonilla probó suerte en Barcelona. No tuvo éxito y tuvo que volver a Valencia. Son los últimos años de su vida y los tuvo que vivir bajo la protección del moderado Cirilo Amorós. Sus últimos escritos son los dramas Premio y castigo, Luz y tinieblas y La cabeza de bronce.